# Kreiensen
Kreiensen é um município da Alemanha localizado no distrito de Northeim, estado de Baixa Saxônia.